# Wout Faes
Wout Felix Lina Faes (Mol, 3 de Abril de 1998) é um futebolista profissional belga que atua como zagueiro. Atualmente defende o Leicester City e a Seleção Belga de Futebol.

## Carreira

### Anderlecht
Faes mudou-se para a base do Anderlecht vindo do Lierse em 2012. Ele pôde então contar com o interesse dos clubes da Premier League Chelsea e Manchester United, mas ainda assim assinou seu primeiro contrato profissional com o Anderlecht. A partir da temporada 2015-16, Faes começou a treinar regularmente com o primeiro time do clube. Um mês depois de ganhar o bronze com a Bélgica Sub-17 na Copa do Mundo FIFA Sub-17 de 2015, ele estendeu seu contrato com o Anderlecht. Faes chegou às semifinais da Liga Jovem da UEFA com o clube nas temporadas 2014-15 e 2015-16, sendo capitão do time na última campanha.

#### Empréstimos ao Heerenveen e Excelsior
O Anderlecht enviou Faes por empréstimo ao clube holandês Heerenveen para o segundo semestre da temporada 2016-17. O Anderlecht não incluiu uma opção de compra. Faes fez sua estreia na Eredivisie em 1º de abril de 2017. Ele entrou como substituto contra o Heracles Almelo no minuto 35 para Reza Ghoochannejhad. O zagueiro então recebeu uma vaga na escalação inicial em todos os jogos restantes da temporada regular. Sua última partida pelo Heerenveen foi a primeira partida da semifinal dos play-offs do futebol europeu contra o Utrecht.
Em seu retorno ao Anderlecht, Faes foi imediatamente rebaixado para o time C pelo novo técnico René Weiler. Em 12 de julho de 2017, foi anunciado que o Excelsior havia contratado Faes por um empréstimo de uma temporada. Pouco depois de sua chegada, Faes foi acompanhado pelo compatriota Jinty Caenepeel. Nas três primeiras rodadas, Faes estava na escalação inicial do técnico Mitchell van der Gaag, que enfatizou o futebol defensivo, mas depois recebeu menos tempo de jogo devido à renovação do contrato de empréstimo de Jordy de Wijs. Apesar do fato de De Wijs ter formado uma dupla defensiva central muito forte com Jurgen Mattheij naquela temporada, Faes fez dezenove jogos na Eredivisie naquela temporada.[carece de fontes?]

### Oostende
No verão de 2018, Faes decidiu deixar o Anderlecht definitivamente, pois assinou um contrato de três anos com o clube da primeira divisão Oostende, onde se reuniu com Gert Verheyen, seu ex-técnico das seleções nacionais de base. Foi também Verheyen quem insistiu que o clube contratasse Faes. Em Ostend, Faes se tornou um regular no centro da defesa. Em sua primeira temporada, ele perdeu apenas cinco jogos do campeonato, três dos quais devido a suspensão e dois devido a uma pequena lesão no pé. Ele também chegou às semifinais da Copa da Bélgica com o clube, na qual o clube só foi eliminado após uma disputa de pênaltis contra o Gent.[carece de fontes?]

### Stade de Reims
Depois de assinar oficialmente no Reims no início da temporada 2020-21, Faes fez sua estreia na Ligue 1 em 23 de agosto de 2020 em um empate por 2 a 2 fora de casa contra o Monaco, no qual jogou a partida completa.[carece de fontes?] Em 1º de novembro, ele marcou seu primeiro gol pelo clube na vitória por 2 a 1 em casa sobre o Strasbourg; um cabeceio poderoso de um escanteio cobrado por Valon Berisha. Ele terminou sua primeira temporada com o Reims com 35 partidas nas quais marcou dois gols, já que o clube terminou em 14º na liga. Faes também participou das eliminatórias da Liga Europa com o Reims, que acabou sendo eliminado pelo Fehérvár na terceira rodada.

### Leicester City
Em 1 de setembro de 2022, Faes se juntou ao clube da Premier League Leicester City em um contrato de cinco anos por uma taxa relatada de £15 milhões. Ele fez sua estreia pelo clube em uma derrota por 6–2 contra o Tottenham Hotspur em 17 de setembro. Faes foi elogiado por seu impacto na defesa do clube desde sua estreia, e nos sete jogos da Premier League desde a partida contra o Tottenham, o Leicester registrou cinco jogos sem sofrer gols. Em 30 de dezembro de 2022, ele marcou dois gols contra na derrota por 2 a 1 para o Liverpool, tornando-se o quarto jogador na história da Premier League a marcar dois gols contra na mesma partida.
Faes marcou seu primeiro gol pelo Leicester em 28 de maio de 2023 em uma vitória por 2 a 1 contra o West Ham United no último dia de jogo da temporada. Apesar da vitória, o Leicester foi rebaixado para a EFL Championship devido à vitória do Everton por 1 a 0 sobre o Bournemouth.

## Carreira internacional
Em novembro de 2021, ele recebeu sua primeira convocação para a seleção principal da Bélgica para as partidas de qualificação para a Copa do Mundo FIFA de 2022 contra a Estônia e o País de Gales, e foi um substituto não utilizado na última partida. Faes fez sua estreia pela Bélgica em 8 de junho de 2022 em uma vitória por 6 a 1 sobre a Polônia na Liga das Nações da UEFA. Junto com os companheiros de equipe do Leicester City, Timothy Castagne e Youri Tielemans, ele foi posteriormente convocado para a seleção da Bélgica para a Copa do Mundo em novembro de 2022.

## Títulos

#### Leicester City
- EFL Championship: 2023-24[carece de fontes?]